# زاغ درختی بورنئو
زاغ درختی بورنئو(نام علمی: Dendrocitta cinerascens) نام یک گونه از سرده زاغ‌های درختی دم‌دراز است.